# Mount DeBreuck
Mount DeBreuck (französisch Mont De Breuck [sic!]) ist ein rund 2000 m hoher und überwiegend eisfreier Berg im ostantarktischen Königin-Maud-Land. Er ist die nördlichste Erhebung im Königin-Fabiola-Gebirge.
Teilnehmer einer von 1959 bis 1961 dauernden belgischen Antarktisexpedition entdeckten ihn am 7. Oktober 1960. Expeditionsleiter Guido Derom (1923–2005) benannte den Berg nach dem US-amerikanischen Glaziologen William DeBreuck, der an den Erkundungsflügen während dieser Forschungsreise beteiligt war.